# Signe clinique
Pour les articles homonymes, voir Signe.
Un signe clinique ou signe médical est la manifestation d'une maladie, constatée objectivement par un médecin ou tout autre observateur. L'interprétation de cette observation permet au médecin « clinicien » de s'orienter vers un diagnostic. De manière très générale, la science des signes constitue la sémiologie.

## Éléments de définition dans le domaine médical
En médecine humaine ou vétérinaire, un « signe » ou un ensemble de signes positifs ou négatifs, peuvent être la manifestation objective d'une pathologie, relevée par le médecin (ou vétérinaire) lors d'une consultation ou de l'examen d'un individu (ou d'un groupe), ou bien être des variantes de la normale sans signification pathologique.
La distinction entre signe et symptôme est variable selon les auteurs, ou les périodes, plus ou moins consacrée selon les usages.
En principe, le signe est une manifestation objective, distincte du symptôme, le symptôme étant ce qui est perçu et décrit par le malade (douleur, angoisse, sensations...). En pratique, les deux termes sont le plus souvent synonymes distingués par des adjectifs : physique (objectif) ou fonctionnel (subjectif). Ainsi symptôme objectif est équivalent à signe, et un signe fonctionnel à symptôme.
Ou alors, le signe est appelé symptôme lorsqu'il est mis en rapport avec un état pathologique. Par son interprétation, le médecin déterminera si tel ou tel signe peut avoir valeur de symptôme. La description subjective faite par le patient est appelée « plainte du patient » ou « motif de consultation ».
Le signe clinique est une observation significative (qui a du sens) recueillie au cours de l'examen clinique. L'analyse (ou l'interprétation) des signes cliniques permet de poser, écarter, confirmer, infirmer, étayer ou orienter un diagnostic clinique. Les variantes de la normale ou variantes physiologiques si elles peuvent être observées n'en sont pas pour autant des signes cliniques car elles n'apportent pas d'information significative. Au contraire, ce sont les « variantes anormales » qui observées et recueillies sont des signes cliniques certaines d'entre elles pouvant être dues à un état pathologique.

## Types de signes cliniques

### Signe positif ou négatif
Un signe est dit positif si c'est sa présence qui a une signification.
Un signe est dit négatif si c'est son absence qui a une signification.

### Signe général
- un signe qui concerne l'organisme dans sa globalité (fièvre, amaigrissement, sueurs…).

### Signe physique
- signe constaté objectivement (comme l'état de la peau) ou provoqué par une manœuvre d'examen (comme une palpation douloureuse).

### Signe fonctionnel
- signe ressenti subjectivement par le malade (fatigue, démangeaisons…)

### Signe constant ou inconstant
Un signe clinique est constant lorsqu'il est toujours retrouvé au cours d'une pathologie donnée. Son absence infirme donc le diagnostic de cette pathologie. Un signe clinique est dit inconstant lorsqu'il peut être ou ne pas être retrouvé au cours d'une pathologie donnée. Son absence n'infirme donc pas le diagnostic de cette pathologie.

### Signe clinique spécifique ou non spécifique
Un signe clinique est dit spécifique lorsqu'il permettra d'orienter le diagnostic vers une ou un groupe de pathologies dont certaines expressions cliniques présentent des points communs ou difficilement différentiables. Un signe clinique est dit non spécifique lorsqu'il peut être l'expression clinique de plusieurs maladies différentes.

### Signepathognomonique
La présence d'un tel signe permet à coup sûr, et à lui seul, de poser le diagnostic clinique d'une pathologie. Le signe pathognomonique est le signe le plus spécifique qui soit.

## Regroupement
Les signes se groupent en syndromes, lorsque la présence simultanée de plusieurs signes cliniques distincts les uns des autres a une signification.
L'ensemble des signes observés chez un patient constituent le tableau clinique. Le « portrait-type » des patients atteints d'une maladie donnée, constituent le tableau clinique de cette maladie.
Une maladie peut être dite infraclinique (on parle alors de forme infraclinique) lorsque malgré l'absence de signe clinique, il existe un ou plusieurs signes paracliniques (comme un examen de laboratoire) permettant d'en faire le diagnostic.
Une maladie est dite subclinique (on parle alors de forme subclinique) lorsque ses manifestations cliniques sont ténues soit que les signes cliniques sont peu spécifiques, soit qu'ils sont peu intenses et difficilement identifiables ce qui rend leur recueil difficile.